# Artashes Geghamian
Artashes Geghamian (en arménien : Արտաշես Գեղամյան), né le 2 décembre 1949 à Erevan et mort le 20 septembre 2024, est un homme politique arménien.
Il est maire d'Erevan, la capitale de l'Arménie, de 1989 à 1990.